# 애플 A6
애플 A6(Apple A6)는 아이폰 5를 구동할 목적으로 애플이 설계하고 삼성전자가 제조한 SoC으로, 2012년 9월 12일에 첫 선을 보였다. 애플은 Swift 아키텍처를 채용하여 이전 모델인 애플 A5에 비해 두 배로 빨라짐과 동시에 그래픽 기능이 강화되었다고 밝혔다.

## 채용 제품
- 애플 아이폰 5 - 2012년 9월
- 애플 아이패드 (4세대) -2012년 10월(기존 A6칩에서 해상도를 위해 그래픽 칩셋이 더 강화된 A6X칩 탑재)
- 애플 아이폰 5C - 2013년 9월

## 같이 보기
- 애플 실리콘
- 애플 A6X

## 참조
1. ↑  “Apple A6 Die Revealed: 3-core GPU, <100mm^2”. Anandtech.com. 2012년 9월 21일. 2012년 9월 22일에 확인함.
2. ↑  “Apple A6 Teardown”. ifixit.com. 2012년 9월 25일. 2012년 9월 25일에 확인함.
3. ↑  “Apple Introduces iPhone 5”. Apple.com. 2012년 9월 12일. 2012년 9월 20일에 확인함.